# Protectorat francès de Tunísia
El Protectorat francès de Tunísia, també conegut senzillament com Tunísia francesa, fou el nom donat al beilicat de Tunis entre 1881, quan el país fou incorporat a l'Imperi colonial francès pel tractat de Bardo, i 1956, quan es va proclamar la Independència de Tunísia.
Tunísia formava part de l'Imperi Otomà que estava en decadència i gaudia d'una gran autonomia sota el règim de Muhàmmad III al-Sadik.
Després de la Guerra russoturca el domini otomà sobre les regions del nord d'Àfrica s'afeblí de forma considerable i es convocà el Congrés de Berlín per decidir-ne el destí. Durant el congrés es decidí que França assumiria el control de Tunísia a canvi del control britànic de Xipre, i com a compensació oferta per Otto von Bismarck, que havia conquerit a França Alsàcia i Lorena en la Guerra francoprussiana durant el procés d'Unificació alemanya.